# Pirania kropkowana
Pirania kropkowana, pirania cętkowana (Serrasalmus rhombeus) – gatunek słodkowodnej, drapieżnej ryby kąsaczokształtnej, jeden z największych przedstawicieli rodziny piraniowatych (Serrasalmidae). Jest gatunkiem typowym rodzaju Serrasalmus.

## Występowanie
Dorzecza Orinoko i Amazonki, rzeki północnej i wschodniej części Wyżyny Gujańskiej oraz północno-wschodnich wybrzeży Brazylii. Występuje w wartkich wodach, ale łowiono ją również w głębokim nurcie rzek.

## Budowa
Ciało silnie bocznie ścieśnione, wysokie, romboidalne. Płetwa ogonowa czarno obrzeżona. Ubarwienie poszczególnych populacji różni się. Pirania kropkowana dorasta do około 42 cm długości standardowej i masy około 3 kg.

## Biologia i zachowanie
Pirania kropkowana jest rybą wszystkożerną. Żywi się małymi rybami, krabami, ssakami, jaszczurkami i owadami. Nie jest agresywna, ale z powodu silnego uzębienia jest uważana za potencjalnie niebezpieczną. Jest rybą długowieczną. W niewoli odnotowano osobnika żyjącego 28 lat.

## Znaczenie gospodarcze
Gatunek poławiany na niedużą skalę w rybołówstwie i wędkarstwie jako ryba konsumpcyjna. Jest przedmiotem handlu dla potrzeb akwarystyki. W niektórych krajach obowiązuje zakaz importu tej ryby.